# Callidium powelli
Callidium powelli là một loài bọ cánh cứng trong họ Cerambycidae.